# 琴櫻将傑
琴櫻 将傑（ことざくら まさかつ、1997年11月19日 - ）は、千葉県松戸市串崎南町出身で、佐渡ヶ嶽部屋所属の現役大相撲力士。本名は鎌谷 将且（かまたに まさかつ）。血液型はAB型。得意技は右四つ、寄り、押し、投げ。最高位は東大関（2024年7月場所-2025年1月場所、2025年7月場所）。父は元関脇・初代琴ノ若（13代佐渡ヶ嶽親方）、母方の祖父は第53代横綱・琴櫻（12代佐渡ヶ嶽親方）。
新十両時から大関1場所目までの四股名は、父親の現役時代の四股名である「琴ノ若」を継承するとともに、祖父琴櫻傑將の四股名からも「傑」の一字を取った琴ノ若 傑太（ことのわか まさひろ）。

## 来歴

### 大相撲入門前
1997年11月19日、当時現役の幕内力士であった琴の若（当時）の長男（一人っ子）として誕生。当日は11月場所の11日目であった。協会公式プロフィールによると、相撲を始めたのは2歳の時。幼少期から祖父の琴櫻に相撲の基本を叩き込まれ、5歳から地元の相撲道場（柏少年相撲教室）に通った。幼稚園児時代から1食に卵かけご飯を含め大人用茶わん5膳の米やおかず、ちゃんこ鍋で体を作り、菓子類は好まず、午後3時のおやつはおにぎりであった。小学校時代の祖父は稽古では厳しかったが、私生活では祖父と孫であり、稽古帰りに銭湯に行ってアイスを食べながら帰るのがお決まりであった。小学4年生の時、祖父が死去したことで目標を見失ったが、幼少期に相撲大会で獲得した銀メダルを祖父に見せて「最後は誰かに負けたんだろ」と怒られたこと（後述）を思い出し、我に返った。小学生の頃から体格が良く、小学校卒業時には体重が100kgに迫った。既成ランドセルは小さくて背負えないため祖父から特注ランドセルを買って貰い、大関昇進時点でも大事に保管していているとのこと。その生育環境、相撲歴から、幼少期から必然的に角界入りすると感じていた。
松戸市立松飛台小学校を卒業後は親元を離れて埼玉栄中学校へ進学した。埼玉栄中学に進学したいと両親に伝えた際には、母が「逃げて帰ってくるようなことは、絶対にしちゃダメだからね。逃げたら、あなたの住むところはないと思いなさい」と覚悟を問うた。中学入学当初の印象を指導していた高校の恩師である山田道紀監督は「普通にポワッとした感じ」と振り返っている。入学当初は腕立て伏せもできず、まだ子供の身体であったため、山田は自重トレーニングしかさせずに基礎を磨き、中学時代は全国大会にも出場した。当初は中学卒業後の大相撲入りを考え、父が中卒叩き上げであったことと祖父が「中学卒業後すぐに入門すればもっと早く横綱に昇進した」と悔いていたことから周囲も中卒入門を強く勧めたが、中学卒業時点では大相撲で通用する自信を持てなかったため、埼玉栄高校普通科スポーツコースに進学した。高校進学後は2年生のインターハイからレギュラーとして出場。最初は山田監督も「使わなきゃよかったというレベルだった」というほど弱く、予選のみでレギュラーから外した。強くなる前の当時は、年末年始に実家に帰省した際も稽古に励む一方で、力士として大成しなかった時に備えて勉学にも励んだ。しかし、3年生になってから強くなり始めた。3年次に主将を務め、全国高等学校総合体育大会相撲競技大会を団体優勝に導き、世界ジュニア相撲選手権大会では団体戦と個人戦（重量級）で優勝した。

### 大相撲入門後

#### 前相撲 - 十両

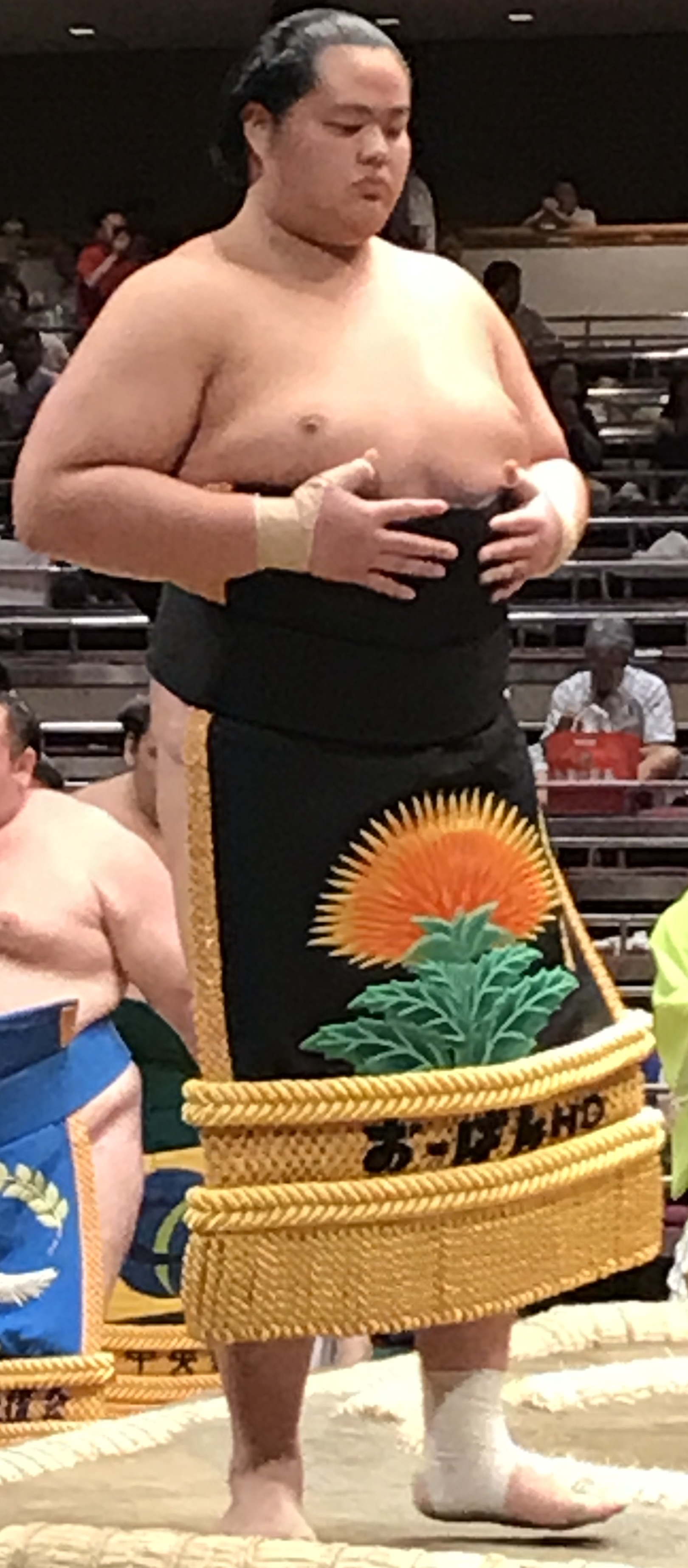
土俵入りする琴ノ若関（2019年9月場所）

高校在学中の2015年10月6日に、父親が師匠を務める佐渡ヶ嶽部屋への入門を発表し、同年11月場所で初土俵を踏んだ。四股名は本名に佐渡ヶ嶽部屋伝統の琴の字を冠した「琴鎌谷 将且」で、前相撲は3連勝であった。新序出世披露では、後援者の要望を受けて父親である初代・琴ノ若の現役時代に使用していた化粧廻しを締めた。
入門した際には佐渡ヶ嶽から「これからは親子ではない。師匠と弟子だ」と告げられ、佐渡ヶ嶽は琴鎌谷に対して、親子だから特別扱いしていると思われないよう、他の力士よりも厳しく接した。入門を志願した瞬間、両親を「師匠」「女将さん」と呼び、2人には全て敬語を使うようになった。佐渡ヶ嶽部屋では幕下に上がると雑用が免除される慣例がある中で、琴鎌谷は幕下昇進後も雑用を命じられたほか、佐渡ヶ嶽と外食する機会を極端に減らされるなど、特別扱いは、寧ろ厳しさという方向においてであった。幕下の頃、怪我で稽古を休んだ際に、部屋の大関経験者である琴奨菊（後の秀ノ山親方）から「そんなんじゃダメだよ」と叱られ祖父の「けがは稽古で治せ（琴ノ若本人は、鍛え直す、けがする前よりも強固な体をつくれという意味、と解釈している）」の教えを説かれ、そこから目の色が変わり、稽古も休まなくなった。後の「琴櫻」襲名の際のインタビューでは「苦労と言われたらほぼ全部で、楽なことがなかったです」と言い切っている。
初めて番付に名前が載った2016年1月場所は、7戦全勝で序ノ口優勝とした。翌3月場所で序二段に昇進し、6勝1敗。同年5月場所と7月場所は三段目で相撲を取り、9月場所からは幕下に昇進。2017年3月場所で三段目落ちを経験したが、翌5月場所で幕下に復帰した。2019年5月場所では十両が目前の東幕下2枚目まで番付を上げて、3連勝3連敗から勝ち越しの4勝目を挙げた。場所後の番付編成会議において、7月場所での新十両昇進が決まり、合わせて、父親の現役時代の四股名である「琴ノ若」を襲名することとなり、襲名と同時に本名の「将且」から、祖父の琴櫻が名乗っていた「傑將」から一字を取り「傑太（まさひろ）」に改名することとなった。祖父、父親、子と3世代で関取になった例は史上初（ただし祖父と父は養子縁組関係）。
新十両（西十両14枚目）で迎えた2019年7月場所は、12日目までに5勝7敗と後がなくなった状況から3連勝し、千秋楽で勝ち越しを決めた。その後も順調に勝ち越しを続け、2020年1月場所にて西十両2枚目で8勝7敗の成績を残すと、翌3月場所にて新入幕を果たし、新十両から所要4場所で十両を突破した。新入幕時の番付は幕尻の東前頭18枚目で、前頭に18枚目が載るのは19枚目まであった1959年9月場所以来61年ぶりのことである。またこの新入幕は、2014年5月場所の佐田の海に続く、史上9組目・12人目の親子幕内記録となった。

#### 幕内 - 三役
新入幕場所直前の3月4日には部屋に出稽古に来た錦木らと計10番取って7勝3敗と概ね好調である事を示した。迎えた3月場所は9日目まで7勝2敗と勝ち越し目前にこぎ着けながら、そこから4連敗を喫したが、14日目に錦木を上手出し投げで破り、祖父琴櫻・父琴ノ若も果たせなかった新入幕場所での勝ち越しを決めた。
2021年7月場所は、西前頭11枚目で12勝3敗と大きく勝ち越した。千秋楽で12勝目を挙げることが受賞条件であった敢闘賞を受賞し、自身初の三賞獲得となった。
9月場所は7日目の照ノ富士戦で横綱初挑戦となったが、寄り切りで敗れた。10日目、日本相撲協会に「左膝内側側副靱帯、左膝内側半月板損傷により全治10日間の見込み」との診断書を提出して休場した。11月場所は左膝の調子が悪く、7日目の千代大龍戦で敗れた際もABEMA大相撲中継の解説を務めた花田虎上から「左膝をかばっていますよね。怪我をして恐怖心があるのか、体を入れられないんです。まだ痛いのか、まわしを取っても、右の上手の取り方も良くないですよね。もう少し、浅く取らないといけない」と指摘された。因みに6日目の碧山戦で誕生日白星を記録した。
因みに9月場所の左膝の怪我は医師からは「手術すれば1年間は出場できない」と通達されるほどの重傷だったが、後援会関係者から自身の血小板を使った最新医療を提案され、試してみると断裂した靱帯が再生したため、長期休場を避けることができた。また、この怪我を切っ掛けに小手先や柔軟性で勝つ相撲を改めて膝に負担を掛けないように前に出る相撲を心掛けるようになり、後の大関昇進に繋がった。
2022年3月場所は中日終了時点で7勝1敗と、同時点で8戦全勝で幕内最高優勝争い単独トップの髙安を追う格好となった。14日目に3敗同士の対決となる御嶽海戦で白星を収め、これにより千秋楽に2敗の髙安、若隆景が黒星を喫し、自身が白星を収めた場合に限って巴戦に進出できる状況となった。しかし、千秋楽では、勝ち越しをかける豊昇龍に敗れ、4敗に後退し、優勝争いから脱落した。この場所は、千秋楽まで優勝争いに参加し続けたことが評価され、千秋楽の結果を待たず2場所連続3度目の敢闘賞受賞が決定。
5月場所直前の北の富士のコラムでは、髙安とともに期待の候補に挙がっていた。場所中日の若隆景戦は師匠の誕生日であったため奮起して下手投げで白星を収めた。この場所は前頭2枚目で9勝6敗での勝ち越しとなり、通常であれば翌7月場所の三役昇進はほぼ間違いないところだったが、三役から平幕に落ちた力士がいなかったため番付運に恵まれず、7月場所は僅か半枚上昇にとどまる東前頭2枚目の地位で土俵に上がることとなった。この場所は10日目まで7勝3敗と勝ち越しが目前であったが、部屋にコロナ感染者が出たため、11日目から休場。11月場所は西前頭筆頭の地位で9勝6敗と勝ち越し、翌2023年1月場所は新三役となる西小結に昇進。親子三役は大相撲史上6組目。新三役会見では「これで終わりではないので、またしっかりと上を目指したい。師匠が言ってくださったように、先代（祖父・琴櫻）の名を継げるように努力していきたいと思います」と話していた。迎えた2023年1月場所では12日目に5勝7敗となって負け越しの危機に瀕したが、残りを勝って8勝7敗の勝ち越し。3月場所は10日目に勝ち越しを決め、この時点では2敗で優勝戦線に残り。次期大関候補との呼び声が高まった。7月場所は11勝4敗の成績を残し、新三役からの勝ち越しを4場所に伸ばしたと共に、千秋楽の一番に勝てばという条件付きで敢闘賞を受賞することになり、勝って受賞を決めた。場所後の夏巡業中の報道によると、安定感も加味され、9月場所で初優勝となれば、一気に9月場所後の大関昇進の可能性もあるとのこと。9月場所は新関脇に昇進。関脇昇進会見では「師匠と同じ番付となり光栄」と関脇昇進の感想を語り、「いい相撲を取って、2桁以上を目指したい」と目標を述べた。11月場所は終盤戦まで優勝争いに加わり、千秋楽の熱海富士戦で勝って11勝目を挙げればという条件付きで敢闘賞を受賞することとなった。千秋楽の熱海富士戦では優勝を消滅させる黒星を熱海富士に付け、敢闘賞受賞が決定。受賞に際し「殊勲も技能もないんですけど」と謙遜しつつも「評価してもらったのでうれしい」とコメント。また「しっかり自分の相撲をものにできるようにしたい。いい相撲をとれば先も開ける」と語り、大関昇進に意欲を見せた。2024年1月場で13勝を挙げれば数字の上では「三役で直近3場所33勝」となる計算。
2024年1月場所番付発表後には東京都立八柱霊園にて祖父・琴櫻の墓前に手を合わせ、大関昇進を果たした際に「琴櫻」（琴桜）の四股名を継ぐ予定を示した。場所では1敗を守って優勝争いの単独首位に立っていたが、13日目の照ノ富士戦で敗れて単独首位を明け渡した。場所を13勝2敗で終え、大関昇進目安となる「直近3場所33勝」をクリアし、優勝決定戦では照ノ富士に寄り切りで敗れ、優勝はならなかったものの、佐渡ヶ嶽審判部長が臨時理事会の招集を八角理事長に要請したため、場所後の大関昇進が決定的と報道各社に伝えられた。千秋楽の取組前には相撲のうまさ、おっつけを評価され、技能賞受賞が決定。幕内最高優勝を果たすという条件付きで殊勲賞も獲得することとなっていたが、優勝を逃して殊勲賞獲得はならずであった。優勝を逃したため、決定戦直後は昇進を祝福するムードとは裏腹に本人は「優勝して上がりたかった」と神妙な面持ちであった。千秋楽一夜明け会見では「大関で終わりではない。もう1つ上を目指して頑張りたい」と祖父の番付を目指す決意を表明した。
2024年1月31日、日本相撲協会は翌3月場所の番付編成会議と臨時理事会を行い、全会一致で琴ノ若の大関昇進を決定した。千葉県出身力士の大関昇進は1955年の松登以来、69年ぶりとなった。同日、部屋で行われた大関昇進伝達式で「謹んでお受けいたします。大関の名に恥じぬよう感謝の気持ちを持って相撲道に精進して参ります」と口上を述べた。
なお、大関昇進直後の3月場所では「父が果たせなかった琴ノ若という四股名を大関に上げたい」という本人の意向により改名せずに大関・琴ノ若で務め、翌5月場所から「琴櫻」を名乗る予定であることを表明した。

#### 大関
新大関として迎えた2024年3月場所は、最終的には10勝5敗と2桁勝利を挙げたものの、優勝争いの点からすれば、11日目に全勝の尊富士に敗れたこともあり、13日目に貴景勝に敗れ4敗となった時点で自身の優勝の可能性が消滅する形となった。3月場所千秋楽の後の打ち上げパーティーの席で「次の場所（令和6年5月場所）から祖父の四股名である『琴櫻』を襲名させて戴く」ことを発表した。
2024年5月場所番付発表と同時に正式に琴櫻を襲名。スポーツ記者の小林信也は、「"猛牛"の異名を取り、武骨でゴツゴツとした印象で相撲も泥臭く猪突猛進的な印象があった初代琴櫻と、落ち着いた表情で相撲を取る2代琴ノ若のイメージとが合致しない」と私見を述べている。限界説が囁かれている照ノ富士に続く横綱候補として期待が上がり、元横綱・三重ノ海は「琴桜が4大関の中で一番安心してみていられる。後は立ち合いの厳しさを磨くこと。おじいちゃんと相撲を取った仲として期待している」とエールを贈った。
しかし5月場所では受け身の相撲からの苦し紛れの逆転技、平幕相手の注文相撲などが目立ち、13日目に2桁白星はクリアしたが横綱候補としての資質が疑われる場所となった。14日目にも関脇・阿炎に4敗目を喫し、最終的には11勝4敗で準優勝に終わり、小結・大の里に優勝を許す形となった。
6月17日、祖父の故郷の鳥取県を訪れて平井伸治知事を表敬訪問し、四股名「琴櫻」襲名を報告した。
しかし、7月場所も元琴風から柔軟性に頼った消極的な相撲や腰高を指摘されており、5月場所同様に横綱候補としての資質について疑問の声が聞かれた。この7月場所は、10日目まで2敗で全勝の照ノ富士を追うものの、11日目以降に3連敗し、優勝争いから完全に脱落した。しかし、千秋楽では、初めて照ノ富士を破り、優勝決定戦に持ち込ませる活躍を見せた。
9月場所は全体的に大関としてはあまり調子が上がらず、場所後半では優勝争いにも絡めず、8勝7敗に終わった。大関として2桁勝利に届かなかったのは自身初めて。なお同場所14日目の阿炎戦では、行司が制限時間を間違えていた影響からか、時間前に立合いを行う一幕があった（押し出しで琴櫻の勝ち）。
9月場所後の大関昇進披露宴では日本相撲協会の八角理事長や横綱・照ノ富士、第85代・第86代内閣総理大臣を務めた森喜朗ら約1100人が出席した。琴櫻は「（披露宴までに）落ちなくて良かったなと」と冗談めかしつつ「結果が求められる地位。その中でどれだけ自分の力を出し切れるか、みなさんに認めていただけるかというのが大事だと思う」と責任感をにじませた。
その後の明治神宮例祭奉祝全日本力士選士権大会では、幕内トーナメントに出場し、5連勝で優勝を果たした。その最後の決勝戦では大の里を破っている。祖父の先代はこの大会を制したことがなかっただけに、「琴櫻の名前が入れられたということですね。師匠からも『頑張れよ』とハッパをかけられていた。よかった」と、継承した四股名を歴史に刻んだことを喜んだ。
11月場所は豊昇龍と21年ぶりとなる大関同士の千秋楽相星対決を行い、勝って14勝1敗で初の幕内最高優勝。優勝インタビューでは「そろそろ優勝しないと先代（祖父の初代琴櫻）にも怒られると思ったので」と当然の責務を果たしたまでという旨を語った。八角理事長、高田川審判部長は共に2025年1月場所は優勝次点の豊昇龍と2人合わせて綱取りとなるとの見解を示した。場所後の11月25日の横綱審議委員会の定例会合では山内昌之委員長が「将来の最高位の横綱に近い風格と落ち着きを漂わせた。素晴らしい力士に成長しつつある」と話した。年間6場所で66勝を挙げて単独年間最多勝に輝いたが、千秋楽一夜明け会見では「全然考えていなかった」と語っている。
ところが2025年1月6日に両国国技館内の相撲教習所で行われた稽古総見では、大関との申し合いで3勝10敗と不調が伝えられた。その綱取りが話題となった1月場所は、初日こそ慎重に隆の勝を寄り切ったものの、2日目から黒星が続き、4日目に3連敗となった時点でその場所後の横綱昇進の可能性はゼロと言って良い状況となってしまった。4日目の取組後に審判部長の九重親方（元大関・千代大海）は「何か空回りしている。そんなこと（綱取り）を言っている状態じゃない。勝ち越しすら見えなくなる」と横綱昇進どころか角番危機との認識を示した。翌5日目も敗れて4連敗となった時点で連敗は大関昇進後自身ワーストとなり、綱取りは来場所に望みを繋ぐことも含めて完全に白紙となった。次の6日目の熱海富士戦でも一方的に寄り切られたかと思われたが、審判が勝負がつく前に手を挙げたことにより異例の取り直しとなった。しかし、取り直しの一番も敗れ5連敗となり、2桁勝利すら厳しい状況となった。6日目終了後には八角理事長から「自分から攻めていない。全然動かない。攻める気力がない。気持ちが守りに入って、体が動かなくなっている」「稽古をガンガンやるしかない」と苦言を呈された。7日目には廻しを明るい緑色から黒色に変えて臨み、豪ノ山に攻め込まれながらも、土俵際での逆転の突き落としで2勝目を挙げ、連敗を5で止めた。しかしその後も不調に終始し、結局13日目に負け越し、最終的には5勝10敗。翌3月場所は自身初の大関角番となる。1月場所後の2月は3月場所での巻き返しを期すべく、時津風部屋・大嶽部屋へ出向いて出稽古を行った。自身にとっては番付発表前の出稽古は異例のことで、時津風部屋への出稽古の際には、「今のうちにやっておけば、場所前にペースを崩さずにできる」と狙いを語った。
角番で迎えた3月場所は、初日黒星から6日目まで白星と黒星が交互に並ぶ状況が続き、7日目でようやく連勝するなど、苦しい土俵が続き、13日目に尊富士を叩き込んで角番を脱出したが、それ以上は白星を上積みできず結局8勝7敗に留まった。
5月場所も思うように白星を重ねられず、10日目の時点で4敗を喫し、12日目には優勝の可能性が消滅。13日目は大の里との一番に敗れ、目の前で優勝を決められた。この場所も8勝7敗に終わり、12日目を終えた時点でのコラムでは元大関・琴風から「先代が泣いているぞ」と厳しい指摘を受けた。
7月場所は大の里が横綱に昇進したため、自身初めての1人大関で場所を迎えたが、またもや8勝7敗に留まった。同部屋の琴勝峰が平幕優勝を果たした際、優勝パレードの旗手となった。

## 人物
2020年3月場所中の記事で部屋のタニマチ筋は「本人はややお坊ちゃん然とした素直さはあるけど、自分が決めた目標には必死に向かっていく芯の強さもある」と評していた。
元々の力強さや覇気に欠けた坊ちゃん気質から高校2年次まで鳴かず飛ばずであったが、3年次で主将に指名されてから意識改革が起こって急激に強くなったという指摘もある。また、高校時代の監督の山田道紀は高校2年生の時のインターハイの際に「自信がないから見に来なくていいよ」と琴櫻本人が母に伝えたところ「あなたの応援じゃないよ、埼玉栄高校の応援に行くんだから」と怒られ、そこから人が変わったように猛特訓したと証言している。
山田道紀はまた「もちろん、全員ではありませんが私の経験上、お相撲さんの子どもは、裕福な環境で育ってた子が多いですから、少し世間ズレしているところがあるものなんです」と前置きをしつつ「ある日、私が部員を1500円の焼き肉食べ放題の店に連れて行ったことがありました。琴ノ若はそれまで相撲部屋で育った子どもですから、もっと高額な牛肉なんかを食べて育ってきたはずなんです。だけど、1500円の食べ放題の肉もすごく喜んでおいしいと食べていました。そんな姿を見て、私はこの子は素直で感謝の気持ちを持っている子だなと感じたことを思い出します」とも人間性を評価している。
「栄のOBみんなそうなんですが、土俵の上では殺し合いのつもりだし、そこに対して全員が非情になれるんです」と埼玉栄高校出身勢には馴れ合い相撲がないと自認するところを語っている。
高校の1年後輩の豪ノ山の教育係を務め、掃除やちゃんこ番などの仕事を教えた縁から、2人は大相撲入門後も親しい先輩・後輩の関係を続けている。琴ノ若の代は同期の相撲部員が6人いたのに対して豪ノ山の代は4人しかいなかったため、豪ノ山が1年生の時は1年生の雑用の負担が大きかった。
好物は焼肉。一時期は週5回焼肉屋に通い、流石に師匠に「野菜を食べろ」と怒られた。

## 取り口
右四つに組み止め、恵まれた体格を活かして寄る師匠・父の初代琴ノ若譲りの取り口を基本とするが、リーチや体重を活かした押し相撲も得意手とする。左四つでもある程度取れる上に、押し込まれても回り込む器用さも備わっている。2歳からの相撲歴による相撲勘と体格を生かした圧力のおかげで逆転技も決まりやすい。しかし大関昇進後は押せないと我慢できず逆転の突き落としに頼る引き癖が横綱を目指す上での障害だと元琴風に指摘された。高校相撲の経験もあって、廻しの切り方や二本を差された時の対処や相撲の細かい技術は父の初代琴ノ若より優れ、体格任せで上から覆いかぶさるようだった取り口の父と比べてやはりアマチュア相撲の経験のため下からの攻めが培われている。一方、師匠からは新十両や新入幕の際は、相撲が大人しいと評され、立ち合いの厳しさや攻める相撲が必要と指摘されている。また後述の通り、安易に差す相撲も指摘されている。
非常に体質が柔軟であり、2020年3月場所で対戦した千代大龍は「かち上げにいったけど柔らかくて芯を捉えられなかった。白鵬関みたいな感じ。白鵬関に失礼だけど、白鵬関の次くらいに、当たっても押し込めない」と感想を述べていた。一方15代武蔵川によると、下半身は祖父・琴櫻譲りというのか硬いという。体質の柔軟さは度々指摘される事項である。
2020年7月場所の相撲を見た北の富士勝昭は「父の琴ノ若より相撲の速さでは、はるかに勝っている」と評した。出足は琴奨菊（14代秀ノ山）から伝授されており、2021年7月場所中は立合いの強さに注目が集まった。一方2021年9月場所中、部屋の大先輩にあたる8代尾車は、頭から思い切り当たるなど立合いのがむしゃらさが必要だと指摘している。
2022年9月場所前の本人のコメントによると、徐々に上手を取る相撲や投げなど父親と重ね合わされるイメージからの脱却を図っているようであり、押し相撲も少しずつできるようになったという。2023年9月場所時点では諸差しも武器になりつつあり、本人も場所4日目の隆の勝戦で諸差し速攻で押し出しに破った際は「しっかり踏み込んで前に出ることができたのでよかった。（速いもろ差しは）型の1つとしてプラスになればと思っている」とコメントしている。
大関昇進が見えた頃には、異口同音に相撲の遅さや立合いの弱さを指摘された。
自身が大関に昇進した際に、貴闘力は「入門前は膝も硬いし大丈夫か?と思ったけど、膝も降りるようになったし、前で相撲を取れるし、足も出るし、一番安定感があった!」と評しており、師匠の佐渡ヶ嶽の育成手腕を評価した。一方で「埼玉栄の子は股関節が硬いな!」と埼玉栄高校出身者の傾向を語っている。
2024年7月場所後の元武蔵丸の武蔵川親方のコラムでは、安易に差さずに体格を生かした圧力相撲を取るべきだと注文を付けられた。一方で元鶴竜の音羽山親方は『デイリー新潮』のコラムで、じっくり相手を受けて慌てないような相撲を取るべきだと助言している。
2024年9月場所後の元武蔵丸の武蔵川親方のコラムでは、体の動きや出足が悪く、体が浮いていたと指摘しており、武蔵川親方は琴櫻と豊昇龍に大の里の優勝を許した責任を求めた。同年11月場所前の元雅山の二子山親方のコラムでは、相手に右を突き付けられると右四つ左上手に君でも負けるケースが見られるので、自分の体に合った左上手の取り方を考えるべきだと助言している。同時点の舞の海のコラムではスタミナ不足を指摘されている。
投げも得意で、2024年の年間6場所全てで幕内に在位していた29人のうち2位である投げでの17勝を挙げている。

## エピソード
- 実家と所属部屋が併設されているために、佐渡ケ嶽部屋所属力士の中で唯一実家暮らしである｡
- 初代琴ノ若の現役最後の取組は、2005年11月場所13日目の駿傑戦であったが、当時8歳の鎌谷将且少年は家族と共に福岡国際センターでこの取組を観戦していた。現役を引退し、年寄・佐渡ヶ嶽を襲名した父親からは、将来琴ノ若を継承するように言われており、父親の引退に立ち会った経験から「次は自分だ」との思いを持つようになった[16]。初代琴ノ若の引退相撲は翌2006年に行われたが、この時に琴ノ若の最後の対戦相手を務めた[128]。
- 四股名については、初土俵時は本名に由来する「琴鎌谷」となったが、三段目に昇進すれば父親の「琴ノ若」を継承する予定で、大関に昇進すれば祖父の「琴櫻」を継承する意向を持っていた[129]。しかし、実際には三段目昇進時には改名をせず、「琴鎌谷」のまま土俵を務め、新十両となる2019年7月場所から琴ノ若に改名した。部屋の師匠の子であることから「若様」とからかい交じりに呼ばれることがそれ以前にもあったため、この改名は自然と受け入れられたという。
- 幼少期の相撲大会で初めてメダルを獲得したのが銀メダルであったため、祖父の琴櫻から「1位じゃないと意味がない。金メダル獲ってこい」と突き放された。十両昇進時、本人はこれを忘れられない言葉として挙げている[27]。
- 2019年12月23日、祖父の琴櫻の出身地である倉吉市から化粧廻しが贈呈された[130]。
- 子供時代から度々、父の郷里の山形県を訪れ、地元後援会組織も引き続き佐渡ヶ嶽部屋と琴ノ若を後援しており、化粧廻しも贈られている[131]。これらから、NHK山形放送局の地域ニュースでも「山形県ゆかりの力士」のタイトルで取組結果が報道されている（それ以前の地域ニュースでは「山形県出身力士」であった）[132]。
- 趣味はNHKの連続テレビ小説を見ること。2022年5月場所の記事によると、好きなドラマは『ちむどんどん』[133]。しかし、大関昇進決定時点では、多忙ゆえにドラマを見る時間が確保できなくなっているという[14]。
- 2023年9月場所初日の正代戦で寄り切りで白星を得てLDH JAPANからの懸賞を獲得した[134]。
- 2023年12月4日の冬巡業菊陽場所で行われた際に、2023年を象徴する漢字として「進」を選んだ。理由としては「前進の『進』ですね。三役で相撲を取れて、（秋場所では）関脇になれた。大関への第一歩も踏めた」と明かした[135]。
- 大関昇進時の報道によると、部屋付き親方の元琴勇輝からは「若ちゃん」と呼ばれているとのこと[1]。
- 足のサイズは28cmから29cmであるが、厚みで入らないため、履物は31cmのものを使用。本人曰く「基本的に靴は履かない。小学校から雪駄」とのこと[14]。
- 視力は裸眼で0.3、矯正で1.2。以前は相撲を取る時は裸眼、日常生活では眼鏡を着用していたが、コロナ禍以降はコンタクトレンズを着用するようになった[14]。
- 本人は四股名「琴櫻」の「櫻」表記を大切にしており、筆書きで文字が潰れるため、やむをえず「桜」表記にする場合を除いて「櫻」と書く[136]。
- 2024年4月16日に、両国国技館で開催された勧進大相撲では、祖父が60年前に使用した化粧廻しで幕内土俵入りを行った[137]。
- 時間いっぱい前の最後の仕切りを終え気合いを入れるポーズを一部の相撲ファンによって「櫻の開花」と呼ばれている。
- 父が尾花沢市出身であるゆかりから、2024年8月11日の夏巡業尾花沢場所では大声援を受けた[138]。
- 2024年12月に日刊スポーツの取材に応じた際に、この年の漢字1文字として「夢」を選んだ。その理由として「今年は夢だった大関に昇進ができ、同じく夢であった初優勝もできた。最大の夢の横綱に近づいたという意味で『夢』が今年の漢字」と語っている[139]。
- 2024年のクリスマスシーズンに『日刊スポーツ』の取材に応じた際に、幼少期のクリスマスの思い出を「番付発表」と回答する筋金入りの相撲人間である[140]。
- デヴィ夫人をタニマチに持っており、2025年1月場所中には本名「デヴィ スカルノ」の文字が刺繍された化粧廻しを締めて幕内土俵入りに参加し、話題となった[141]。

## 主な成績
2025年7月場所終了現在

### 通算成績
- 通算成績：404勝269敗14休（58場所）
- 通算勝率：.600
  - 幕内成績：270勝181敗14休（31場所）
  - 幕内勝率：.599
    - 大関成績：82勝53敗（9場所）
    - 大関勝率：.607
    - 三役成績：69勝36敗（7場所）
    - 三役勝率：.650
      - 関脇成績：33勝12敗（3場所）
      - 関脇勝率：.733
      - 小結成績：36勝24敗（4場所）
      - 小結勝率：.600

    - 前頭成績：119勝92敗14休（15場所）
    - 前頭勝率：.564

  - 十両成績：44勝31敗（5場所）
  - 十両勝率：.587
  - 幕下成績：62勝50敗（16場所）
  - 幕下勝率：.554
  - 三段目成績：15勝6敗（3場所）
  - 三段目勝率：.714
  - 序二段成績：6勝1敗（1場所）
  - 序二段勝率：.857
  - 序ノ口成績：7勝0敗（1場所）
  - 序ノ口勝率：1.00
- 年間最多勝：1回
  - 2024年（66勝24敗）
- 年間最優秀力士賞：1回（2024年）

### 各段在位場所数
- 通算在位：58場所
  - 幕内在位：31場所
    - 大関在位：9場所
    - 三役在位：7場所（関脇3場所、小結4場所）
      - 小結連続在位：4場所（2023年1月場所 - 7月場所・歴代4位タイ）

    - 平幕在位：15場所

  - 十両在位：5場所
  - 幕下在位：16場所
  - 三段目在位：3場所
  - 序二段在位：1場所
  - 序ノ口在位：1場所

### 三賞・金星
- 三賞
  - 敢闘賞：5回（2021年7月場所、2022年1月場所・3月場所、2023年7月場所・11月場所）
  - 技能賞：1回（2024年1月場所）
- 金星：なし

### 花相撲
- 明治神宮例祭奉祝全日本力士選士権大会優勝：1回（第81回・2024年）

### 各段優勝
- 幕内最高優勝：1回（2024年11月場所）
- 幕内最高優勝同点：1回
- 序ノ口優勝：1回（2016年1月場所）

### 場所別成績
| | 一月場所 初場所（東京） | 三月場所 春場所（大阪） | 五月場所 夏場所（東京） | 七月場所 名古屋場所（愛知） | 九月場所 秋場所（東京） | 十一月場所 九州場所（福岡） |
| --- | ----------------------- | ----------------------- | ----------------------- | --------------------------- | ----------------------- | --------------------------- |
| 2015年 （平成27年） | x                       | x                       | x                       | x                           | x                       | （前相撲）                  |
| 2016年 （平成28年） | 東序ノ口20枚目 優勝 7–0 | 東序二段10枚目 6–1      | 東三段目49枚目 5–2      | 西三段目24枚目 5–2          | 西幕下59枚目 5–2        | 東幕下43枚目 3–4            |
| 2017年 （平成29年） | 東幕下50枚目 3–4        | 西三段目3枚目 5–2       | 東幕下46枚目 4–3        | 西幕下36枚目 2–5            | 西幕下53枚目 4–3        | 東幕下45枚目 5–2            |
| 2018年 （平成30年） | 西幕下27枚目 3–4        | 西幕下36枚目 4–3        | 東幕下28枚目 4–3        | 東幕下19枚目 4–3            | 東幕下15枚目 4–3        | 東幕下9枚目 3–4             |
| 2019年 （平成31年 /令和元年） | 東幕下14枚目 5–2        | 西幕下5枚目 5–2         | 東幕下2枚目 4–3         | 西十両14枚目 8–7            | 東十両11枚目 9–6        | 西十両7枚目 10–5            |
| 2020年 （令和2年） | 東十両2枚目 8–7         | 東前頭18枚目 9–6        | 感染症拡大 により中止   | 西前頭13枚目 4–6–5          | 西十両2枚目 9–6         | 西前頭14枚目 7–8            |
| 2021年 （令和3年） | 西前頭15枚目 10–5       | 東前頭8枚目 6–9         | 東前頭11枚目 7–8        | 西前頭11枚目 12–3 敢        | 西前頭3枚目 3–7–5       | 東前頭11枚目 6–9            |
| 2022年 （令和4年） | 東前頭14枚目 11–4 敢    | 西前頭6枚目 11–4 敢     | 西前頭2枚目 9–6         | 東前頭2枚目 7–4–4           | 東前頭2枚目 8–7         | 西前頭筆頭 9–6              |
| 2023年 （令和5年） | 西小結 8–7              | 西小結 9–6              | 東小結 8–7              | 東小結 11–4 敢              | 東関脇2 9–6             | 東関脇2 11–4 敢             |
| 2024年 （令和6年） | 東関脇 13–2 技          | 西大関2 10–5            | 西大関 11–4             | 東大関 10–5                 | 東大関 8–7              | 東大関 14–1                 |
| 2025年 （令和7年） | 東大関 5–10             | 西大関 8–7              | 西大関 8–7              | 東大関 8–7                  | x                       | x                           |
| 各欄の数字は、「勝ち-負け-休場」を示す。 優勝 引退 休場 十両 幕下 三賞：敢=敢闘賞、殊=殊勲賞、技=技能賞 その他：★=金星 番付階級：幕内 - 十両 - 幕下 - 三段目 - 序二段 - 序ノ口 幕内序列：横綱 - 大関 - 関脇 - 小結 - 前頭（「#数字」は各位内の序列） |                         |                         |                         |                             |                         |                             |

## 合い口
2025年7月場所終了現在
（以下は最高位が横綱・大関の現役力士）
- 横綱・豊昇龍には7勝14敗で2度目の対戦となる2021年1月場所から2023年5月場所にかけて10連敗を喫していたが、同年7月で初顔の2020年11月場所以来2度目の勝利を挙げてからは逆に5連勝としていたが、2024年7月場所で久しぶりに敗れた。大関同士の対戦は3勝3敗。豊昇龍の大関時代は5勝3敗と勝ち越している。豊昇龍の横綱昇進後は1敗。
- 横綱・大の里には4勝6敗。大関同士の対戦は琴櫻の1勝3敗、大の里の横綱昇進後は1敗。
- 元大関・髙安には5勝6敗。（うち不戦勝1、不戦敗1）。いずれも髙安の大関陥落後の対戦である。
- 元大関・朝乃山には2敗。いずれも朝乃山の大関陥落後の対戦である。
- 元大関・正代には10勝5敗。正代の大関在位中は5勝1敗。大関同士の対戦はなし。
- 元大関・御嶽海には8勝3敗。御嶽海の大関在位中は4勝。大関同士の対戦はなし。
- 元大関・霧島には5勝13敗。霧島の大関在位中は1勝4敗。大関同士の対戦は1敗。

引退力士（横綱・大関）
- 元横綱・照ノ富士には1勝6敗。優勝決定戦で1敗。2024年7月場所で初勝利。
- 元大関・栃ノ心には3勝3敗。（うち不戦敗1）。いずれも栃ノ心の大関陥落後の対戦である。
- 元大関・貴景勝には5勝7敗。大関同士の対戦は1勝1敗。

## 幕内対戦成績
| 力士名   | 勝数 | 負数 | 力士名   | 勝数 | 負数 | 力士名   | 勝数 | 負数 | 力士名   | 勝数 | 負数 |
| -------- | ---- | ---- | -------- | ---- | ---- | -------- | ---- | ---- | -------- | ---- | ---- |
| 碧山     | 3    | 1    | 安青錦   | 1    | 1    | 明瀬山   | 0    | 1    | 天空海   | 3    | 0    |
| 朝乃山   | 0    | 2    | 東龍     | 1    | 0    | 熱海富士 | 7    | 2    | 阿炎     | 12   | 6    |
| 勢       | 0    | 1    | 石浦     | 1    | 4    | 逸ノ城   | 5    | 1    | 一山本   | 3    | 1    |
| 宇良     | 7    | 5    | 遠藤     | 3    | 4    | 欧勝馬   | 1    | 1    | 阿武剋   | 1    | 0    |
| 阿武咲   | 2    | 0    | 王鵬     | 7    | 3    | 大の里   | 4    | 6    | 隠岐の海 | 2    | 1    |
| 魁聖     | 3    | 3    | 輝       | 2    | 4    | 霧島     | 5    | 13   | 金峰山   | 2    | 2    |
| 豪ノ山   | 7    | 1    | 佐田の海 | 4    | 1    | 志摩ノ海 | 3    | 2    | 正代     | 10   | 5    |
| 湘南乃海 | 3    | 0    | 松鳳山   | 2    | 0    | 大奄美   | 1    | 2    | 大栄翔   | 11   | 9(1) |
| 貴景勝   | 5    | 7    | 隆の勝   | 8    | 2    | 髙安     | 5(1) | 6(1) | 宝富士   | 4    | 1    |
| 玉鷲     | 10   | 3    | 尊富士   | 2    | 2    | 美ノ海   | 1    | 0    | 千代翔馬 | 7    | 1    |
| 千代大龍 | 3    | 2    | 千代ノ皇 | 0    | 1    | 千代の国 | 2    | 1    | 千代丸   | 4    | 2    |
| 剣翔     | 3    | 0    | 照強     | 4    | 3    | 照ノ富士 | 1    | 6*   | 徳勝龍   | 1    | 1    |
| 栃ノ心   | 3    | 3(1) | 翔猿     | 12   | 7    | 錦木     | 5    | 1    | 錦富士   | 1    | 1    |
| 伯桜鵬   | 1    | 0    | 平戸海   | 7    | 1    | 豊昇龍   | 7    | 14   | 北勝富士 | 4    | 3    |
| 御嶽海   | 8    | 3    | 翠富士   | 7    | 1    | 妙義龍   | 1    | 2    | 明生     | 9    | 5    |
| 豊山     | 4(1) | 1    | 竜電     | 4    | 3    | 若隆景   | 7    | 7    | 若元春   | 11   | 6    |

（カッコ内は勝数、負数の中に占める不戦勝、不戦敗の数、太字は2025年7月場所終了現在の現役力士）

## 改名歴
- 琴鎌谷 将且（ことかまたに まさかつ）2015年11月場所 - 2019年5月場所
- 琴ノ若 傑太（ことのわか まさひろ）2019年7月場所 - 2024年3月場所
- 琴櫻 将傑（ことざくら まさかつ）2024年5月場所 -

## メディア出演

### テレビ番組
- やままる（2020年3月6日、NHK山形）
- 佐渡ヶ嶽部屋の一年（2020年12月31日、山形放送）

### ラジオ
- DESIGN YOUR FANTASTIC FUTURE（2023年9月8日、FM802）[142]